# JPロジスティクス
JPロジスティクス株式会社（ジェイピーロジスティクス、英: JP LOGISTICS Co.,Ltd.）は、日本郵政グループの国際物流会社（連結子会社）である。旧社名トールエクスプレスジャパン株式会社。
日本郵便グループにおいてトール・ホールディングスと共に、アジア太平洋地域におけるフォワーダー事業、ロジスティクス事業）を担う。

## 沿革

### 特別積み合わせ業として

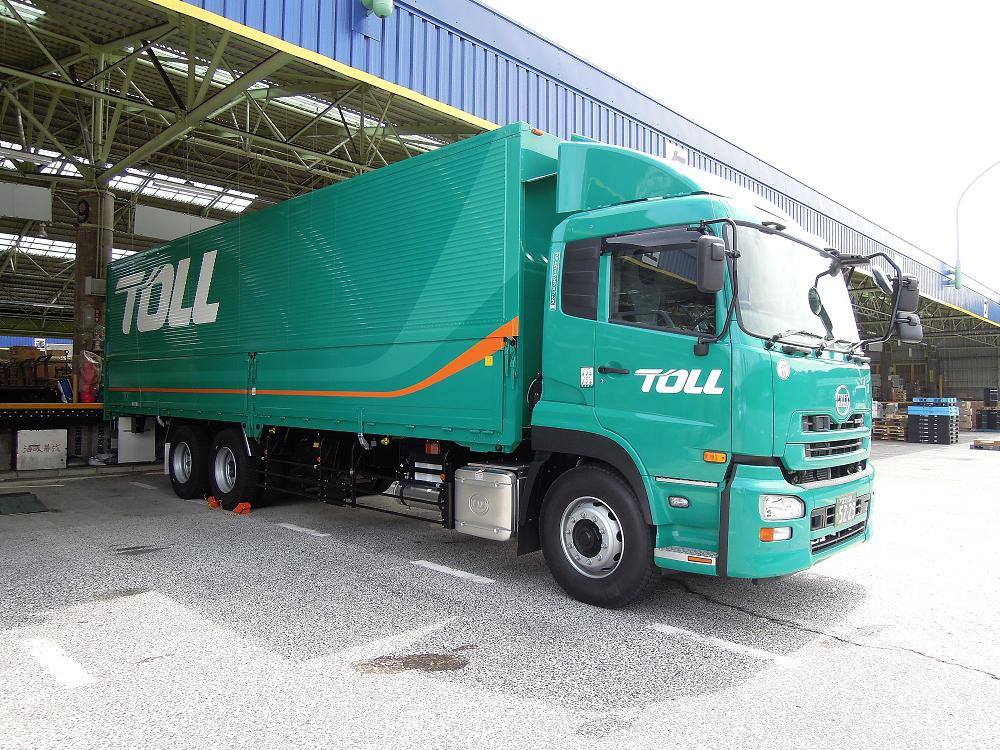
トールエクスプレスジャパンの車輌の例（UDトラックス・クオン）

1938年東播運輸として創業。1950年に日本運送（Nippon Unso）に商号を変更。1951年に姫路・大阪 - 東京間に日本初の定期路線便を運行させるなど、長距離路線業界（現特別積合せ事業）の草分け的存在。日本運送時代に黄金期を築き、西濃運輸と並び業界に君臨した。
1981年2月には日本運送が中心となり、仙台運送、新日本運輸、四国運輸、大栄運輸興業、東海急便、協栄便の7社が共同出資して全日本流通を設立し、フットワークブランドで宅配便事業に参入する。当時クロネコヤマトなどの同業他社は空白地帯があったため、「わが国初の完全な全国ネットワーク」を謳っていた。1982年には他社に先駆けて各地の特産品を産地直送で送る「うまいもの便」を開始し、新巻鮭や夕張メロンは当時のスーパーマーケットや百貨店をもしのぐ販売数となった。
1990年にフットワークエクスプレスに社名変更、キャッチフレーズも「手から手へ、愛のメッセンジャー。」とし、事業多角化と国際化を進める。
2001年に倒産、民事再生法申請。2002年に会社更生法に切り替え、2003年に更生計画認可決定。オリックスが74％出資する子会社オー・エス・エルに主要事業を譲渡して、同社を新「フットワークエクスプレス」に社名変更、オリックス主導の下で再建を図っていた。

### フォワーダーの傘下に入る
2009年に豪物流大手トール・ホールディングスの完全子会社となり、2012年にトールエクスプレスジャパン(TXJ)に社名変更した。
2015年に、親会社のトール・ホールディングスが日本郵便に買収されたことにより、日本郵政グループ入りした。2018年10月、日本郵便とトール社との合弁会社として設立された「JPトールロジスティクス」の子会社となった。
2023年4月、日本郵便はJPトールとTXJの事業再編と社名の変更を行った。JPトールのコントラクト・ロジスティクス（サード・パーティ・ロジスティクスなど）事業とフォワーディング事業をTXJに移管し、JPトールの商号を「JPロジスティクスグループ」に、TXJの商号を「JPロジスティクス」にそれぞれ変更した。社名から「トール」を外して「JP」を入れ、日本郵便直轄の物流会社であることを明確にした。会社のロゴは緑色の「TOLL」から赤色の「JPロジスティクス」に変更された。JPロジスティクスグループは日本郵便の完全子会社となり、物流戦略の企画・立案を担当する。JPロジスティクスは、主力事業である特別積合せ貨物運送事業と合わせ、3事業を一体的に展開する。2023年現在、2社の売上高は合計で600億円強だが、今後数年以内に1000億円規模に増やすことを目指す。

## 年表

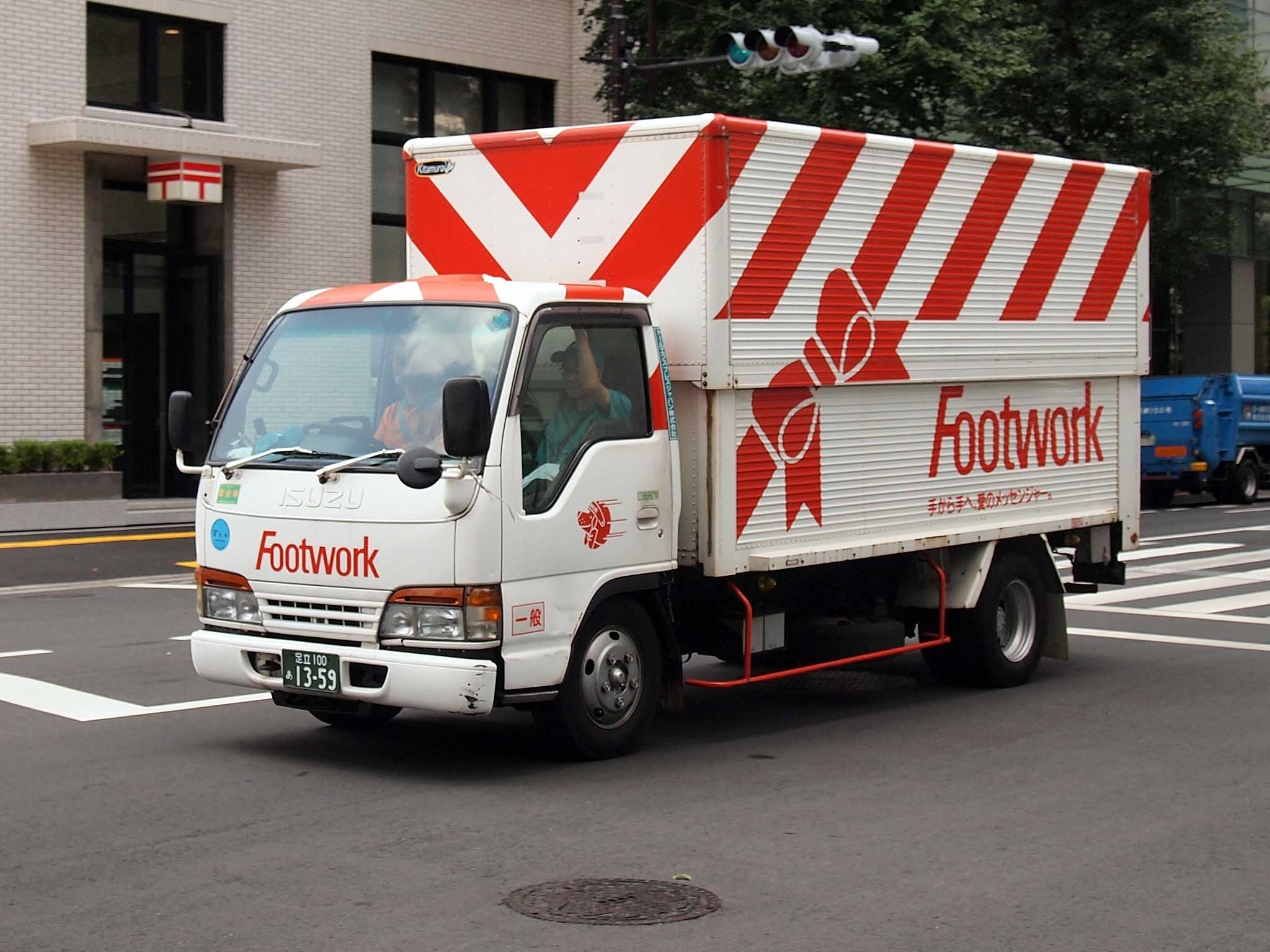
フットワークエクスプレス時代の塗装（いすゞ・エルフ）

- 1938年10月 - 東播運輸株式会社として設立[16]。
- 1950年9月 - 日本運送株式会社に商号変更し、通運事業を開始[16]。
- 1951年10月 - 姫路－東京間に日本初の直通長距離定期路線運行開始[16]。
- 1981年2月 - 全日本流通株式会社を設立し、宅配便事業を開始。
- 1990年1月 - フットワークエクスプレス株式会社に商号変更[16]。
- 1997年 - 貨物運送事業の一部を分割し地域子会社を設立。
- 2001年 - 経営破綻に伴い民事再生法を申請。
- 2002年 - オリックスの子会社として株式会社オー・エス・エルを設立。
- 2003年 - 株式会社オー・エス・エルに営業譲渡し同社名をフットワークエクスプレス株式会社（2代目）に変更。営業の一部は旧社に残され、フットワーク物流株式会社に社名変更。
- 2004年12月 - 九州産交運輸をグループ化[16][17]。
- 2008年 - 地域運送グループ会社7社を統合。上海フットワークサプライチェーン有限公司 営業開始。
- 2009年10月 - オーストラリア物流最大手のトール・ホールディングスの完全子会社となる[16][18][19]。
- 2012年3月 - トールエクスプレスジャパン株式会社に商号変更[16][20]。
- 2014年4月 - 九州産交運輸から特別積み合せ貨物運送事業を譲受[16][21]。
- 2014年5月 - 九州産交運輸の全株式を鴻池運輸へ譲渡[22][23][24]。
- 2015年5月 - トール・ホールディングスが日本郵便に買収されたことにより、同社のグループ会社となる[25][26][27]。
- 2018年10月 - 日本郵便とトールの合弁会社であるJPトールロジスティクス株式会社の子会社となる[16]。
- 2023年4月 - JPロジスティクス株式会社に商号変更[4][28]。本店所在地を大阪府茨木市宿久庄2丁目10番2号から東京都千代田区大手町2丁目3番1号に変更。